# Venceslas de Żagań
Venceslas de Żagań (polonais : Wacław żagański) (né entre 1420 et 1434 - mort le 29 avril 1488) fut duc Żagań-Przewóz depuis 1439 avec ses frères comme corégents jusqu'en 1449, puis à partir de 1449 duc de Przewóz conjointement avec son jeune frère comme corégent.

## Biographie
Venceslas est le 3e fils du duc Jean Ier de Żagań et de son épouse Scholastika, fille de Rodolphe III de Saxe, prince-électeur de Saxe. Après la mort de son père en 1439, Venceslas hérite du duché de Żagań-Przewóz conjointement avec ses frères ainés, Balthasar et Rodolphe et leur jeune frère Jean II dit le Fou. En 1449, le duché est divisé en deux parties : Żagań et Przewóz. Venceslas reçoit Przewóz avec son frère cadet Jean II comme corégent.
Du fait de son état mental déficient, Venceslas ne participe pas à la vie politique. En 1454, Jean II devient le tuteur légal de Venceslas et contracte l'obligation de lui assurer un niveau de vie compatible avec son titre. En 1472, quand Jean II vend le duché de Żagań aux deux ducs corégents de Saxe de la Maison de Wettin, les frères Ernest de Saxe et Albert III de Saxe, Venceslas reçoit 2 100 florins comme pension.
En 1476 Venceslas renonce à ses droits sur le duché de Głogów conte une rente de 400 guldens et se retire à Wroclaw, où il entre au monastère de Sainte Barbara. Il participe activement à la vie religieuse de la cité. En 1478, il fait le vœu de destiner ses propriétés et ses revenus à la construction de l'église de Sainte-Barbara. Après sa mort il est inhumé dans l'église qu'il avait fondée.

## Source de la traduction
- (en) Cet article est partiellement ou en totalité issu de l’article de Wikipédia en anglais intitulé « Wenceslaus of Żagań » (voir la liste des auteurs).